# ハードドラッグとソフトドラッグ
ハードドラッグ（hard drug）とソフトドラッグ（soft drug）はドラッグの大まかな分類方法。

## 定義
ハードドラッグとソフトドラッグは、論争において口語的に用いられる言葉である。英語圏や海外においては、向精神薬（ハードドラッグに分類される薬物が多数）を叩く際に頻繁に使われる。日本においては、大麻の規制論争において、大麻規制緩和・撤廃派の主張理由として、ソフトドラッグという言葉を用いる。
ソフトドラッグ分類論は、主にオランダの薬物政策においてのみ重要な意味を持つ。それは、一定の条件下において大麻の生産・小売・使用が、寛大な処置を受けることを理由としている。
しかし、オランダの薬物政策を除いて多くの国では受け入れられていない。日本はもちろん、アメリカやイギリスの司法では別の分類を用いている。すなわち、日本は薬物四法による。また、アメリカは規制物質法のスケジュールI～Vの分類による。
オランダの薬物政策の実施過程において便宜的に生まれた言葉のため、正確な定義づけをすることは難しい。ただ、分類されたドラッグの共通項を探ると、以下のようになる。ソフトドラッグは、身体的・精神的中毒性が（ハードドラッグに比べ）低いドラッグ、もしくは、中毒性が明らかでないドラッグを言及する際に用いられる。ハードドラッグは非医学的使用が非合法であり、深刻な身体的・精神的中毒をもつドラッグを言及する際に用いられる。
ソフトドラッグという用語は、それ自体に「無害である」または「害があっても取るに足らない」という意味を持つため、議論において批判される。本当に無害・微害であるかが明確ではないのに、言葉自体がそのような意味を持つために、ソフトドラッグに分類されるドラッグが全て安全であるというイメージに受け止められかねず、そのことが危惧されている。

## ソフトドラッグ
ソフトドラッグという用語は、大麻加工品（ハシシやマリファナなど）、シロシビン、マジックマッシュルーム、メスカリン（サボテン麻薬を含む）、ジメチルトリプタミンに用いられる。
ソフトドラッグという用語は、大麻加工品（ハシシやマリファナなど）に最も頻繁に用いられる。さらに、一部には「大麻をソフトドラッグとし、その他全てのドラッグはハードドラッグと分類する」見解がある。これは、オランダの薬物政策の経緯に鑑みれば妥当な考え方ではある。すなわち、オランダの薬物政策は、大麻を一定の条件下において許可することにより、他の薬物の使用を抑制しようとする試みであり、このことからハードドラッグの定義を「大麻以外の薬物」とすることはごく自然な考えではある。
メチレンジオキシメタンフェタミンやカフェインもソフトドラッグに含まれることがある。
ソフトドラッグにも精神的依存性がある。精神的依存性を受ける場合にも、その程度は（ハードドラッグに比べ）低いとされる。一般にハードドラッグに比較して、肉体的な中毒性が低く、使用過多による健康への危険性が低いとされる。
ソフトドラッグのほとんどが、比較的高い治療係数（therapeutic indexes）と、高い半数致死量（LD50s）を持っている。

## ハードドラッグ
よく知られている薬の例として、 ヘロイン、コカイン・メタンフェタミン（覚醒剤）、アンフェタミン、モルヒネ、LSDが挙げられる。ハードドラッグに分類されるものは、一般に以下のように説明される。肉体的な中毒性がある、精神的に激しい中毒性がある、安易に使用しすぎてしまう、健康面にも社会的にも深刻なリスクを伴う、それらにより死を招く危険性がある。
これらに加え、アルコール、ニコチンをハードドラッグとすべきだ、とする意見が一部の研究者や政治家から挙がっている。彼らは理由として、アルコールとニコチンは、「中毒性」と「死亡率との高い関連」の両方を持ち合わせており、ヘロインやコカインと並ぶ最も危険な薬物であることを挙げている。しかし、オランダ発祥のこのハードドラッグという言葉のできた経緯（大麻をソフト、それ以外をハードとすること）を考えれば、オランダでもアルコールの飲酒やニコチンの喫煙は認められており、危険な薬物ではあるものの、ハードドラッグという分類にすることは、言葉が生み出された当時には想定されていなかったものと思われる。
ハードドラッグのうち、アルコール、ニコチンは大人なら誰もが多くの国で自由に購入することができるが、それ以外は医師の処方がなければ購入ができない、または処方することも禁止されている薬である。ヘロインやコカインは、一般的には違法である。ただ、イギリスやいくつかの国ではヘロインが医師の処方する麻酔薬として使われ、アメリカではコカインが医師により局所麻酔に用いられることがある。

## 国際連合機関の見解
2006年、国連薬物犯罪事務所（UNODC）事務局長であるアントーニオ・マリア・コスタ（Antonio Maria Costa）は、ソフトドラッグとハードドラッグの分類について次のように発言した。
- 大麻の作用が数十年前に比べて格段に強まっており、これを比較的害の少ない「ソフト」ドラッグとして軽視するのは誤りだ。
- 今日、大麻の有害性はコカインやヘロインなど、他の植物性薬物と大差がない。

## オランダについて
オランダでは法律と国際条約により、大麻に関して厳しい規制を設けている。ただ、オランダアヘン法では、ドラッグの分類をハードドラッグとソフトドラッグの2つに区分し、執行における刑量に差異を設けており、このことが法令と法執行との間に矛盾を生む結果となってしまっている。